# Храм V (Тикаль)
Храм V — один из пирамидальных храмов майяского города Тикаля (современная Гватемала), содержащий могилу неустановленного правителя.
Храм V находится на юге от Центрального акрополя. Он имеет 57 метров в высоту и по этому показателю является вторым в городе (выше него только Храм IV). Приблизительная дата постройки — 700 год нашей эры, что соответствует позднеклассическому периоду; оценка сделана на основании радиоуглеродного анализа и найденной в храме керамики — аналогичные произведения производили во время правления Нун-Холь-Чака I.
Архитектурный стиль пирамиды включает элементы, популярные в раннеклассический период, к примеру, широкие перила у главной лестницы и скруглённые углы, что свидетельствует о продолжающемся влиянии более ранней традиции.

## Местоположение
Храм V расположен к югу от главной площади, рядом с Мундо-Пердидо, Площадью Семи храмов и Южным акрополем. Перед насыпной платформой, поддерживающей храм, находится углубление, в прошлом служившее водохранилищем.
К концу классического периода доступ к храму был сильно ограничен резервуаром с севера, Южным акрополем с запада, комплексом дворцов на востоке и углублением с юга. Остальные храмы города соединены системой сакбе, но к Храму V они не ведут, что может означать, что к позднеклассическому периоду он уже был покинут и начал разрушаться. Это бы объяснило его плохую сохранность в сравнении с остальными храмами.

## Структура
| Секция             | Высота |
| ------------------ | ------ |
| Платформа          | 3,7    |
| 1-я ступень        | 3,96   |
| 2-я ступень        | 4,41   |
| 3-я ступень        | 4,40   |
| 4-я ступень        | 4,35   |
| 5-я ступень        | 4,30   |
| 6-я ступень        | 4,24   |
| 7-я ступень        | 3,30   |
| святилище          | 9      |
| кровельный гребень | 12,50  |

Пирамида стоит на рукотворной платформе, возвышающейся над центральной площадью на пять метров. Платформа была построена возведением системы полостей с наклонными мегалитическими стенами, укреплёнными вертикальными внутренними стенами. Это позволяет выдерживать огромный вес храма.
Основание пирамиды имеет площадь около 2050 м², 36×51 метров. Храм имеет семь четырёхметровых ступеней со скруглёнными углами (радиус скругления 3 м). Кроме Храма V скруглённых углов нет ни у одного крупного храма, однако похожие углы имеются у тройных пирамид в Караколе (Белиз). Основное строение пирамиды, судя по всему, имело декорированные обломы, однако они сохранились только на углах.
Главная лестница имеет ширину 20 метров и расположена с северной стороны, что необычно для Тикаля: большинство местных крупных храмов обращены на восток или запад. Основание 90-ступенчатой лестницы отстаёт от основания пирамиды более чем на 12 метров. Перила лестницы имеют ширину 2,6 метров и идут вдоль неё на всём протяжении. Такие перила характерны для раннеклассических строений Тикаля.
Святилище на вершине храма имеет единственное помещение всего 90 см глубиной, тогда как стена за ним имеет толщину 4,57 метров. Ширина помещения 3,95 м, высота — 4,4 м, таким образом, это наименьшая комната в святилищах Тикаля, а сам храм — единственный крупный храм города, в котором святилище имеет всего одну комнату. Над ней находятся три замурованных помещения с ложным сводом, облегчающих вес здания. В святилище всё ещё сохраняется оригинальные резные притолоки. Карниз святилища с северной стороны украшен тремя масками майяского бога дождя Чака, а по бокам находятся изображения людей в полный рост.
Храм венчает 12,5-метровый кровельный гребень, его вес снижен за счёт 11 или 12 замурованных пустот. Гребень имеет четыре ступенчатые секции, самая верхняя из них почти полностью разрушена; на остальных трёх находились восемь масок. С северной стороны нижней части гребня находится очень крупная маска Чака, по бокам от неё расположены ещё две маски, олицетворяющие солнечное божество.
Подношение 1 было обнаружено после того, как археологи проделали тестовое отверстие в платформе к северу от главной лестницы. Там находились два керамических сосуда, один на другом, внутри них располагались миска из пористой керамики, небольшой керамический сосуд и раковины-украшения. Все находки датированы раннеклассическим периодом, хотя они находятся в позднеклассическом храме.
Подношение 2 было расположено под осью «север-юг» и, скорее всего, было заложено перед началом строительства. Оно содержит пять бывших в употреблении кадильниц, две из которых имеют цилиндрическую форму и украшены масками солнечного божества, а также содержат следы красной и синей краски. Они расположены по бокам от трёх других кадильниц, выполненных в виде человеческих фигур. Все кадильницы датированы позднеклассическим периодом.
Захоронение 1 обнаружено под двумя камнями в 60 см к северу от подношения 1. В нём найден скелет девушки около 15 лет, уложенный в эмбриональную позу и смотрящий на запад. Зубы умершей перфорированы в декоративных целях. Вероятная причина смерти — системное заболевание, возможно, вызванное абсцессом в зубе. У правого колена умершей находится сосуд из пористой глины. Захоронение датировано позднеклассическим периодом.
Захоронение 2 находилось в конце тоннеля, проделанного археологами под пирамидой, помещённым в каменный ящик, поверх которого стояли два керамических сосуда. Погребальная камера вырезана непосредственно из скалы и покрыта досками (а не каменными блоками, как обычно). Доски были положены в углубления, которые показывают, что доски имели длину по 1,35 м и 20 сантиметров толщины. Сама погребальная камера имеет размеры 0,5×0.7×0,35 метров. Она расположена не на центральной оси пирамиды, а на центральной оси святилища, что означает наличие у строителей детальных бумажных планов с точными измерениями будущего храма. Захоронение содержит подношения, в том числе керамический сосуд с керамической же кадильницей, расположенной на погребальной камере.
Останки принадлежат молодому мужчине 18—22 лет, его рост, исходя из длины сохранившейся бедренной кости, оценивается в 1,62 метра, что примерно на 5 см выше среднего мужского роста позднеклассического периода. Череп мужчины искусственно удлинён, зубы перфорированы и были инкрустированы (сохранились только пиритовые украшения в нижних клыках). В целом умерший был здоров при жизни, если не считать периода анемии в детстве. Перед захоронением кости были разъединены, и многие мелкие в скелете отсутствуют, в частности, некоторые кости рук и позвоночника. По мнению археологов, захороненный скорее всего не был принесён в жертву, так как на костях очень мало насечек.
Захоронение 2, судя по всему, было заложено после создания платформы, но до начала строительства храма. На полу погребальной камеры находится прах и фрагменты угля, что свидетельствует о том, что перед помещением туда останков был проведён некий ритуал. На костях лежал двухсантиметровый слой коричневой пыли — всё, что осталось от деревянной коробки, куда уложили кости. Захоронение создано в 600—650 годах (вывод сделан по лежащей в камере керамике), но лежащий там мужчина скорее всего не был правителем, так как лежащие с ним подношения довольно бедны.

## История
Храм V — один из величайших строительных проектов, завершённых в позднеклассический период. Некоторыми (но не всеми) исследователями считается, что там захоронен старший сын Хасав-Чан-Кавиля I, который, скорее всего, умер вскоре после того, как взошёл на трон в 734 году. Раскопки платформы показывают, что строительство началось между 550 и 650 годами. Пирамида возведена одномоментно, а не на основании более раннего здания.
Исследователь Освальдо Гомес предполагает, что храм был посвящён богу дождя Чаку, либо содержит захоронение истово поклонявшегося ему правителя, в связи с чем на храме укреплено шесть масок Чака, а сам храм развёрнут в сторону водохранилища.
Храм обнаружил Модесто Мендес, губернатор Петена, отправившийся с первой экспедицией в Тикаль. Согласно записям Модесто, он поднялся на вершину храма 26 февраля 1848 года и оттуда увидел гребни остальных крупных храмов.
Хотя Храм V является одним из крупнейших строений Тикаля, в XX веке на него почти не обращали внимания, возможно, в связи с отсутствием иероглифических надписей. Из-за плохого состояния и постепенного разрушения, храм был включён в список запланированных работ Национального проекта «Тикаль».
Альфред Модсли посетил Тикаль в 1881 году и сфотографировал северный фасад Храма V, названный им Храмом D. Также он кратко описал интерьер святилища на вершине и описание строения. Теоберт Маллер, прибывший в Тикаль в 1894 году, присвоил храму римский номер V. Оба исследователя очищали руины от наросшей зелени. Альфред Тоззер посетил храм в 1911 году и провёл исследование руин, после чего тропический лес снова покрыл окрестности храма.
В 1965 году Кристофер Джонс из Пенсильванского университета провёл раскопки у основания лестницы, тщетно пытаясь найти два монумента, описанных Теобертом Маллером. В 1968 году было проведено новое исследование руин под руководством Мигеля Оррего, в 1987 и 1991 годах были проведены восстановительные работы под кровельным гребнем, залатавшие дыру, через которую можно было пролезть на вершину здания. Следующая экспедиция была проведена в 1995 году под руководством Освальдо Гомеса.